# Ferdinand Thierry

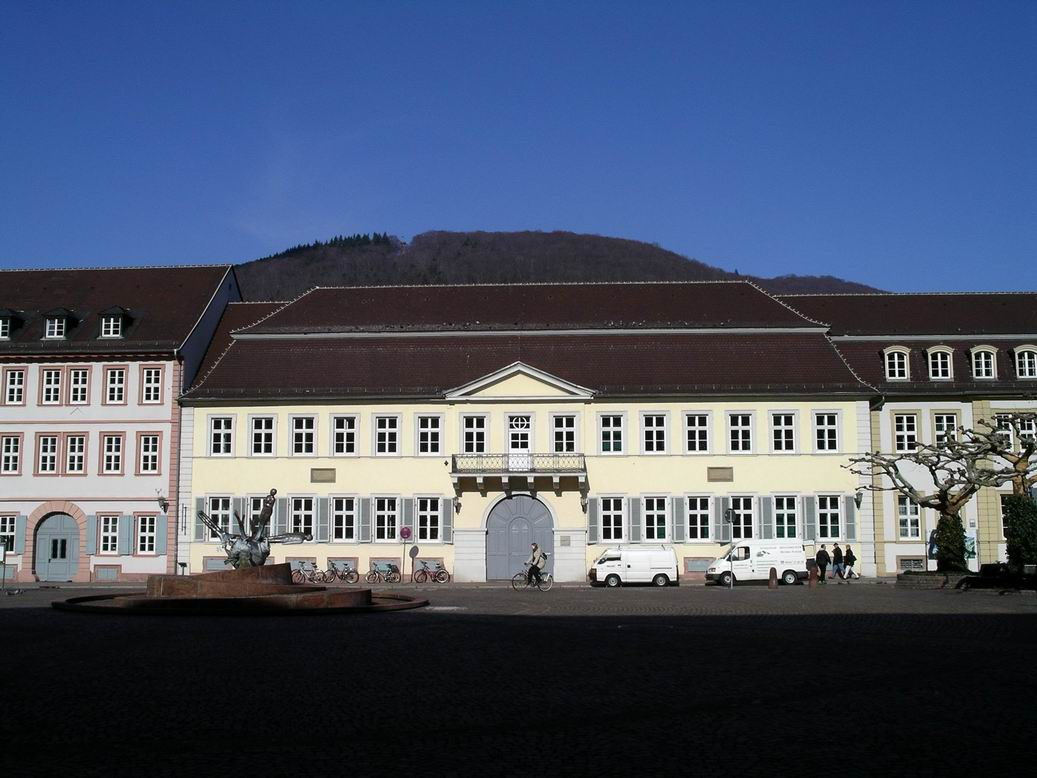
Palais Boisserée

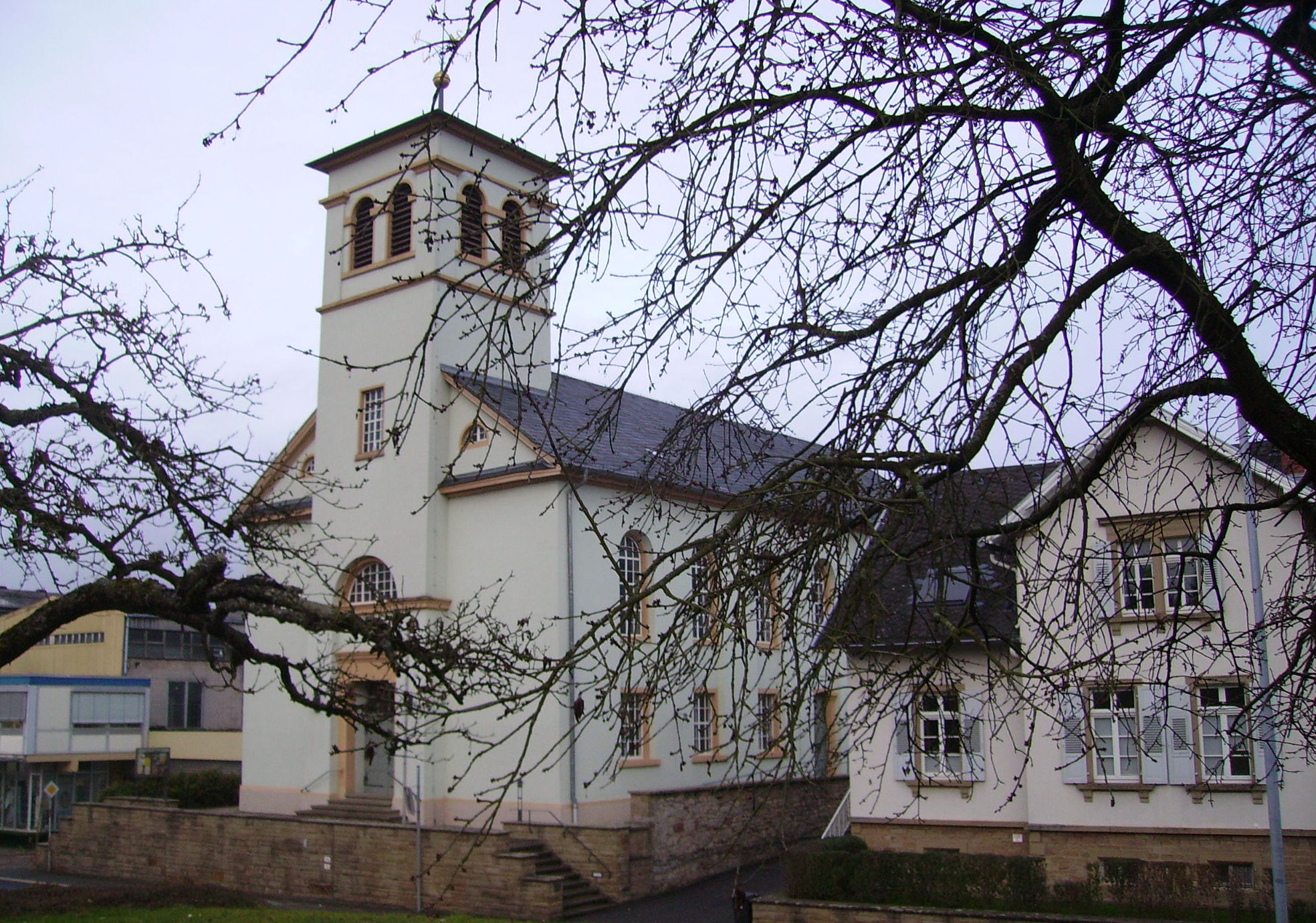
Evangelische Kirche Zuzenhausen

Johann Anton Ferdinand Thierry (* 1777 in Bruchsal; † 4. April 1833 in Heidelberg) war ein deutscher Architekt des Klassizismus und badischer Baubeamter. Seit 1805 war Thierry Bezirksbaumeister in Mörsberg und Konstanz, seit 1820 Landbaumeister in Heidelberg. Thierry wurde vor allem für seine Kirchenbauten und Rathäuser bekannt.

## Leben
Thierry war ein Schüler des bekannten badischen Architekten Friedrich Weinbrenner in Karlsruhe. Auf Grund der Förderung durch seinen Lehrer und auch durch sein planerisches Talent konnte er rasch in einflussreiche Stellungen bei der Regierung des Großherzogtums Baden gelangen. Thierrys Werke spiegeln die Entwicklung der klassizistischen Architektur, die Friedrich Weinbrenner prägte (Weinbrenner-Stil) und die etliche seiner Schüler weiterführten. Thierrys bekanntestes Bauwerk ist das von ihm umgebaute Palais Boisserée in der Heidelberger Altstadt. Bekannt wurde das Gebäude durch die Brüder Sulpiz und Melchior Boisserée, die dort ihre Sammlung altdeutscher Gemälde unterbrachten. Gegen Ende seines Lebens arbeitete er zusammen mit seinem Bruder Wilhelm Thierry an der Innenausstattung des Schlosses Heidecksburg in Rudolstadt.
Thierry war Leiter der Fachschule für Baugewerbe, eines Vorläufers des Karlsruher Polytechnikums.

## Bauten
- Rathaus in Kirchheim
- Amtshaus in Neckarbischofsheim
- Kirche St. Nikolaus in Rettigheim
- Altes Rathaus in Eberbach
- Umbau des Palais Boisserée in Heidelberg
- Kirche in Zuzenhausen
- Stadtpalais in Heidelberg